# Мьоре ог Ромсдал
Мьоре ог Ромсдал е фюлке (област) в Западна Норвегия. Населението е 258 700 жители (2008 г.), а има площ от 15 121 кв. км. Намира се в часова зона UTC+1, а лятното часово време е по UTC+2. Областта е създадена 1936 г. Административен център е град Молде. В религиозно отношение/или липса на такова жителите са: 90,23% християни, 9,26% други/атеисти, и 0,51% други религиозни. Във фюлкето има 6 населени места със статут на град.